# Bouches-de-l'Escaut
Pour les articles homonymes, voir Bouches et Escaut (homonymie).
1810–1814
Entités précédentes :
- Royaume de Hollande :
- (Département de Zélande)

Entités suivantes :
- Royaume des Pays-Bas :
- (Province de Zélande)

Les Bouches-de-l'Escaut sont un ancien département français du Premier Empire, dont le chef-lieu était Middelbourg. Ce territoire, qui recoupe plus ou moins celui de la Zélande, fait actuellement partie des Pays-Bas.

## Histoire
Le département des Bouches-de-l'Escaut est créé par décret du 15 mai 1810 et fait référence à l'embouchure de l'Escaut. Il lui a été attribué le numéro 125 dans la liste des 130 départements français de 1811. Il est supprimé en 1814.

## Subdivisions

Carte de la région indiquant sa division en départements. Le département des Bouches-de-l'Escaut se situent en centre.

Le chef-lieu des Bouches-de-l'Escaut était Middelbourg. Le département était subdivisé en trois arrondissements :
- Arrondissement de Middelbourg
  - Cantons : Middelbourg, Veere et Vlissingen
- Arrondissement de Goes
  - Cantons : Goes, Heinkenszand, Kortène et Kruiningen
- Arrondissement de Zierickzée
  - Cantons : Brouwershaven, Tholen et Zierikzée

## Liste des préfets
| Période         | Période | Identité                           | Fonction précédente | Observation                                                                    |
| --------------- | ------- | ---------------------------------- | ------------------- | ------------------------------------------------------------------------------ |
| 19 mai 1810     | 1811    | Patrice-Charles-Gislain de Coninck | Préfet de Jemappes  | Membre de la Commission constitutionnelle néerlandaise (1815)                  |
| 10 janvier 1811 | 1814    | Pierre Joseph Pycke                | Maire de Gand       | Membre de la Seconde Chambre des États généraux du royaume des Pays-Bas (1815) |

## Députés
Le nombre de députés du département au Corps législatif est fixé à deux par le sénatus-consulte du 5 juin 1810 et il fait partie de la 2e série. Le sénat désigne le 19 février 1811 Abraham van Doorn van der Boede et Henri van Royen.